# Setina
Setina is een geslacht van vlinders uit de familie van de spinneruilen (Erebidae) en de onderfamilie Arctiinae.

## Soorten
- Setina alpestris Zeller, 1865
- Setina atroradiata Walker, 1865
- Setina aurita (Esper, 1787)
- Setina cantabrica de Freina & Witt, 1985
- Setina flavicans (Geyer, 1836)
- Setina irrorella (Linnaeus, 1758) - tijgerbeertje
- Setina roscida (Denis & Schiffermüller, 1775)